# Megalotocepheus mindanensis
Megalotocepheus mindanensis är en kvalsterart som beskrevs av Corpuz-Raros 2004. Megalotocepheus mindanensis ingår i släktet Megalotocepheus och familjen Otocepheidae. Inga underarter finns listade i Catalogue of Life.